# Nenzlingen
Nenzlingen (gsw. Aenzlige) – gmina (niem. Einwohnergemeinde) w północnej Szwajcarii, w kantonie Bazylea-Okręg, w okręgu Laufen. 31 grudnia 2020 roku liczyła 447 mieszkańców. Przez gminę przebiega autostrada A18 oraz droga główna nr 18. 